# Emilio Faldella
Emilio Faldella (Maggiora, 1897 - Turin, 1975) était un militaire, agent secret et historien italien.
Après une formation militaire à Modène, il combattit comme officier sur divers fronts pendant la Première Guerre mondiale, à la tête notamment de bataillons d’infanterie alpine. En 1930, il reçut une affectation dans le renseignement militaire, où il travailla dans la section spéciale pour l’Éthiopie (1935-1936) et également en Espagne, travesti en consul d’Italie à Barcelone. 
Pendant la Guerre civile espagnole, il contribua de façon décisive, à la tête des troupes italiennes, à la prise de Malaga par les nationalistes en février 1937, mais tenta en vain de convaincre le général Franco de renoncer à sa tactique des petits pas et d’adopter le concept italien (et allemand) de la guerre de mouvement. Il participa à l’offensive avortée de Guadalajara en mars 1937, puis à la conquête de Bilbao et de Santander (juin–août 1937). 
Pendant la Seconde Guerre mondiale, il prit part, à la tête d’un régiment d’infanterie alpine, à la bataille des Alpes en juin 1940. Membre de l’état-major des troupes italiennes en Sicile, il dut quitter l’île en août 1943 à la suite du débarquement allié, et reprit du service dans le renseignement militaire après l’armistice de Cassibile de septembre 1943, cette fois pour le compte du Royaume du Sud, réussissant à ce titre à s’infiltrer à un haut poste au sein de la République sociale italienne. Peu après la fin de la guerre, il sollicita sa mise en disponibilité pour se vouer dorénavant à l’historiographie militaire.

## Biographie

### Jeunes années et Première Guerre mondiale
Emilio Faldella vint au monde en 1897 à Maggiora, dans la province de Novare, au sein d’une famille ancienne originaire de Monferrato. En 1914, il fut inscrit à l’Académie militaire de Modène et en mai 1915, promu au grade de lieutenant en second, fut versé dans le 3e régiment d’infanterie alpine. De 1915 à 1916, il se trouvait engagé dans des combats à Krn, Vodil, Kukla et Mrzli dans les Alpes juliennes, à proximité de Tolmin et de Bovec, puis plus tard, dans la bataille d’Asiago. Une action sur le Monte Biserto (dans le Val Terragnolo) en octobre 1916 lui valut d’être honoré de la médaille d’argent de la valeur militaire. Plus tard encore, il combattit dans le massif du Pasubio et dans la Vallarsa. À partir de juillet 1917, il accompagna le général Guido Liuzzi (chargé de la logistique de la 4e Armée) dans chacune des missions de celui-ci. Il participa également aux batailles de la Piave et de Vittorio Veneto en tant qu’aide de camp du commandant en chef du 1er groupe d’infanterie alpine.

### Agent du renseignement et guerre d’Espagne
Après la guerre, Faldella suivit une formation à l’École de guerre, puis, doté désormais du grade de capitaine, alla rejoindre l’état-major. En 1928, promu major, il fut nommé commandant du bataillon « Dronero » du 2e régiment d’infanterie alpine. En juin 1930, il se vit affecté au service du renseignement militaire (Servizio Informazioni Militare, SIM), pour le compte duquel il travailla en Espagne de juillet 1930 à juin 1935, déguisé en consul d’Italie à Barcelone. En janvier 1935, il accéda au rang de lieutenant-colonel, et fut de juillet 1935 à août 1936, lors de seconde guerre italo-éthiopienne, à la tête de la section spéciale du SIM pour l’Afrique de l'Est, auquel titre il réussit à infiltrer l’agent palestinien Jacir Bey dans l’entourage du négus Hailé Selassié ; Jacir Bey proposa à l’Empereur de conclure un accord de paix avec l’Italie, par quoi l’Éthiopie deviendrait dans les faits un protectorat italien ; le projet cependant n’aboutit pas, et Jacir Bey, que cet échec n’avait pas retenu de requérir de forts émoluments pour ses services, fut assassiné par le SIM aux Pays-Bas quelque temps plus tard, après qu’il eut tenté de faire chanter le gouvernement italien en menaçant de divulguer tous les documents afférents à cette affaire,,,.
Après le déclenchement de la Guerre civile en Espagne, Emilio Faldella fut dépêché le 28 août 1936 au quartier-général de Franco en qualité d’« observateur » et d’officier de liaison. Il fut appelé ensuite à assumer pendant la première bataille de Madrid (octobre-novembre 1936) le commandement du groupe de blindés et d’artillerie (lequel comprenait deux compagnies de blindés et six batteries d’artillerie mobiles) appartenant au Corpo Truppe Volontarie (CTV). En décembre 1936, au lendemain de l’arrivée de l’aide militaire massive italienne en Espagne, il fut désigné chef d’état-major du CTV ; en l’absence du commandant en chef du CTV, Mario Roatta, qui se trouvait en Italie à ce moment, ce fut à Emilio Faldella qu’il échut de préparer la bataille pour la conquête de Malaga début février 1937. Le même mois, après que Roatta eut été blessé dans les combats pour Malaga, Faldella fut à nouveau appelé à suppléer celui-ci jusqu’à la prise de la ville,,.
Le 11 février 1937, Emilio Faldella se rendit à Salamanque pour y rencontrer le général Franco et lui présenter une note tactique rédigée par l’état-major italien, mais ne put s’entretenir avec lui que dans la soirée du 13. Ladite note, qui (d’accord avec les Allemands) préconisait d’utiliser en masse toutes les forces et tous les moyens disponibles afin d’engager une guerre de mouvement et de rompre de façon décisive les équilibres existants, et qui exposait les deux manières possibles d’exploiter le succès militaire de Malaga, avec leurs avantages et inconvénients respectifs — savoir : ou bien faire mouvement depuis Teruel vers Valence, ou bien s’emparer de Guadalajara, puis continuer sur sa lancée en direction de Madrid —, n’eut d’autre effet que de raviver l’aigreur de Franco, qui se montra très dur dans son jugement sur la note italienne, et accessoirement négligea de remercier le général Roatta pour la précieuse relique que celui-ci venait de lui offrir. Franco, révélant à Faldella le fond de sa pensée, lui représenta que dans une guerre civile, mieux valait l’occupation systématique du terrain assortie d’un indispensable nettoyage, qu’une avancée rapide qui aurait pour effet de laisser infesté d’ennemis le territoire ainsi conquis. Comme il y avait lieu malgré tout de faire quelque concession à ces Italiens imprégnés de leur notion de « guerra celere » adverse à la vision stratégique plutôt pédestre de Franco, ce dernier choisit, lors de cet entretien aussi peu cordial que possible, parmi les deux possibilités précitées celle consistant à s’élancer vers Madrid à partir de Guadalajara. Faldella se rendit aux arguments de Franco.
Cependant, dans le sillage de l’offensive avortée de Guadalajara en mars 1937, Roatta fut remplacé par le général Ettore Bastico, et Faldella par le colonel Gastone Gambara. Faldella prit alors le commandement du 5e régiment d’infanterie de légionnaires et participa à ce titre à la conquête de Bilbao et à la bataille de Santander (juin–août 1937), en récompense de quoi il se vit décerner la croix de chevalier de l’Ordre militaire de Savoie,,,.

### Seconde Guerre mondiale
En décembre 1937, Faldella termina sa carrière au SIM et fut muté au Bureau de formation de l’état-major général. En 1939, il fut fait colonel et se vit confier le commandement du 3e régiment d’infanterie alpine, qu’il dirigea lors de bataille des Alpes en juin 1940. D’août 1941 à mai 1943, il reprit la direction du Bureau de formation de l’état-major,.
Plus tard, il fut nommé chef d’état-major de la 6e armée et des forces armées de Sicile, sous les ordres du général Alfredo Guzzoni, et promu brigadier-général le 1er juillet 1943, c’est-à-dire neuf jours avant le commencement du débarquement allié. En août, à l’issue de cette campagne militaire, il se retira sur l’Italie continentale, en même temps que Guzzoni et que les restants de la 6e armée, laquelle finit par être dissoute à la suite de l’armistice de Cassibile le 8 septembre 1943,,,,,.
Après cet armistice, sur ordre du général Antonio Sorice, ministre de la Guerre, Faldella revint à des activités de renseignement et alla prétendument rejoindre la République sociale italienne, où il fut nommé intendant général des forces armées, mais où il travailla secrètement pour le gouvernement royaliste italien du Sud, notamment en dirigeant un réseau clandestin vaste et efficace opérant en Vénétie julienne. Trahi et mis en détention le 16 mai 1944, il fut cependant bientôt relâché à l’intervention du maréchal Rodolfo Graziani et vécut dans les mois suivants à Milan en situation semi-clandestine. Le 26 avril 1945, le lendemain de la libération, il fut désigné, sur ordre de Raffaele Cadorna, commandant militaire de Milan,,,.

### Mise en disponibilité et activité comme historien militaire
Le 22 janvier 1946, Emilio Faldella se retira du service actif et allait dorénavant se consacrer aux activités sociales et à l’étude des disciplines militaires, plus particulièrement de la formation et de l'histoire militaires, rédigeant plus d’une vingtaine d’ouvrages. Le 27 mars 1951, il fut élevé au rang de major général et le 20 octobre 1969 à celui de lieutenant-général. Il est décédé à Turin en 1975,.

## Œuvres de Faldella
- (it) Dalla guerra dei Cavalieri alla Guerra dei Popoli, Mestre, La Tipotecnica, 1926, 176 p. (mise en forme écrite d’une conférence prononcée à Trévise de janvier à mars 1926 ; avec illustrations).
- (it) Venti mesi di guerra in Spagna (luglio 1936-febbraio 1938), Florence, Felice le Monnier, coll. « Biblioteca degli scrittori militari / Sezione italiana », 1939, 514 p..
- (it) Lo sbarco e la difesa della Sicilia, Rome, L’Aniene, 1954, 438 p. (avec une préface de du général Ottavio Zoppi).
- (it) Graziani, l'uomo e il soldato, Rome, L’Aniene, 1955.
- (it) L'Italia nella seconda guerra mondiale. Revisione di giudizi, Bologne, Capelli, coll. « Testimoni per la storia del nostro tempo », 1959, 808 p..
- (it) Il Terzo Reggimento alpini, Torre Pellice, 1959.
- (it) Le guerre che nessuno vuole, Milan, Istituto editoriale cisalpino, 1962, 330 p..
- (it) La battaglia dell'Assietta (19 luglio 1747), Turin, Accademia di San Marciano, 1964, p. 177-200 (publication sous forme d’ouvrage d’un extrait de la revue Armi Antiche).
- (it) La Grande Guerra, Milan, Longanesi 1 C., 1965, comprenant deux tomes : I. Le battaglie dell'Isonzo (1915-1917), II. Da Caporetto al Piave (1917-1917).
- (it) Caporetto - Le vere cause di una tragedia, Bologne, Capelli, coll. « Universale », 1967, 133 p..
- (it) Storia delle truppe alpine: 1872-1972, Milan, Cavallotti / Landoni, 1972.
- (it) Due guerre mondiali, Turin, Società editrice internazionale, 1974, 257 p..
- (it) Storia degli eserciti italiani. Da Emanuele Filiberto di Savoia ai nostri giorrni, Milan, Bramante / Edizioni Equestri, 1976, 283 p..